# Lavorazione ideal
La lavorazione ideal è una lavorazione artigianale utilizzata nell'industria calzaturiera.
La tomaia appositamente preparata con i bordi esterni incollati e pressati su di un'apposita intersuola viene poi cucita mediante una macchina detta rapid. Il filo, una volta di cotone poi di nylon o materiale sintetico, viene fatto passare in un'apposita caldaia ove vi è della pece fusa, a garanzia dell'impermeabilizzazione totale del filo e dei fori. Questo tipo di lavorazione viene impiegato per calzature di elevata qualità e per scarpe da lavoro.